# Marcel Berthet

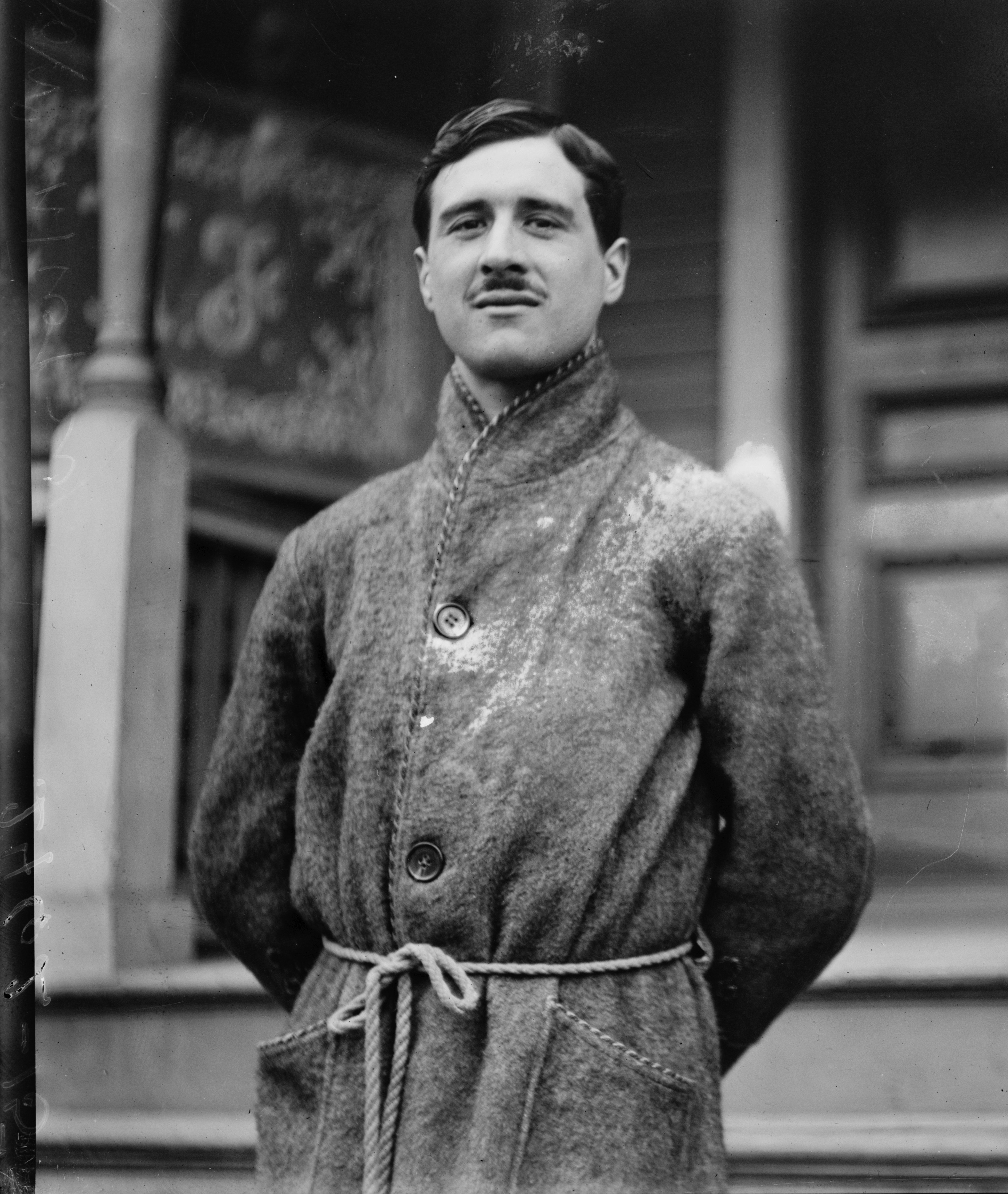
Marcel Berthet (1912)

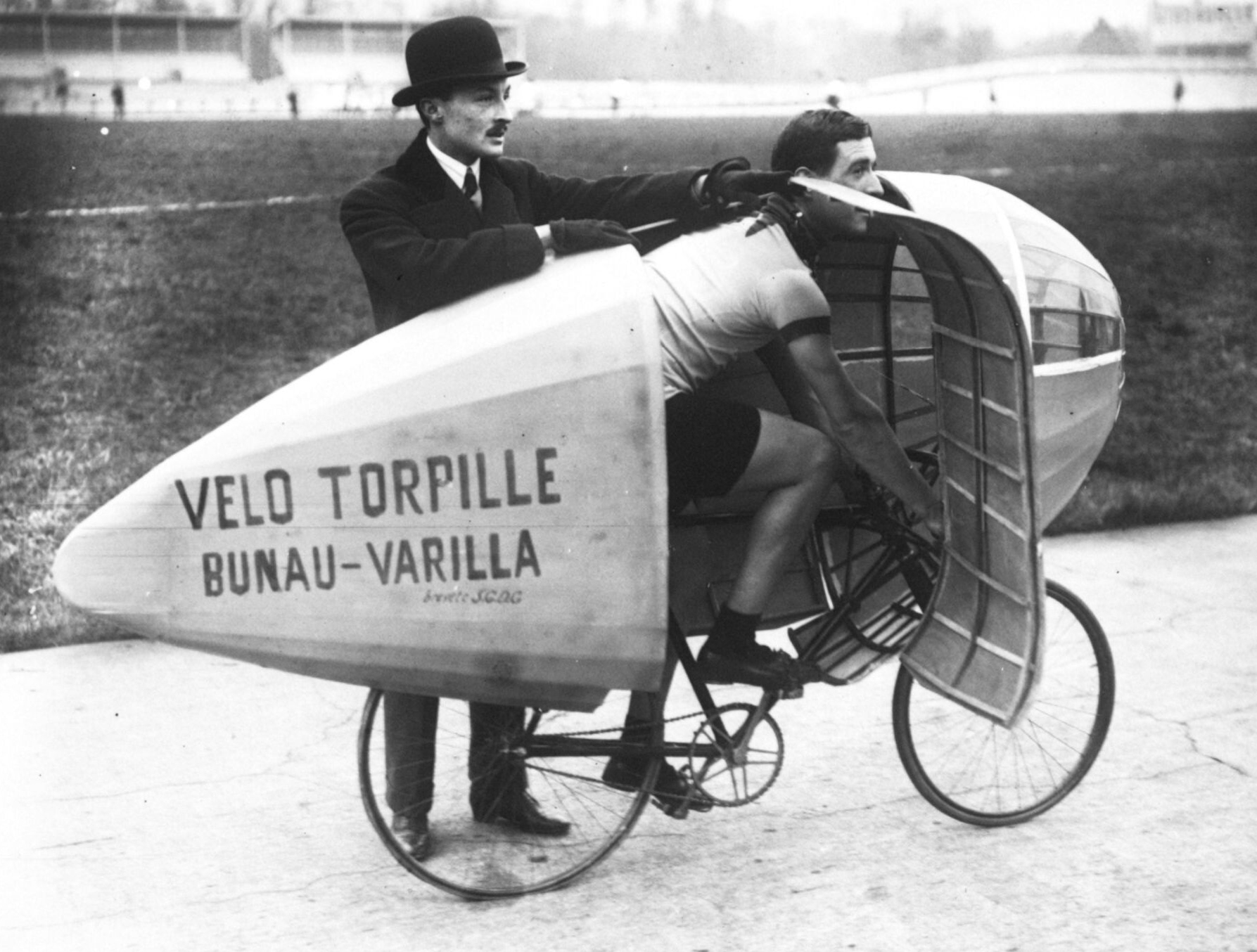
Velo Torpille, Marcel Berthet

Marcel Berthet (Neuilly-sur-Seine, 4 maart 1888 – Rouen, 7 april 1953), bijgenaamd "De Elegante" en "Le Beau Môme de la Place Pereire", was een Frans wielrenner, die als professional actief was tussen 1907 en 1923.

## Wielercarrière
Berthet was een groot specialist op de baan en veelvuldig werelduurrecordhouder. Hij was iemand die zich zeer nauwgezet voorbereidde. Zo was hij een van de eerste renners die zijn benen schoor en overging tot het dragen van zijden in plaats van katoenen truien.
Zeven jaar lang, tussen 1907 en 1914, streed Berthet met zijn concurrent en vriend Oscar Egg om het werelduurrecord. Om en om namen zij elkaar het record af, totdat Egg vanaf 1914 niet meer door Berthet overtroffen kon worden.
Ook in zesdaagsen kwam Berthet goed voor de dag en in 1908 nam hij deel aan de Tour, waarin hij echter veelvuldig door materiaalpech (lekke banden, zadelverlies) werd getroffen. De sponsor van zijn ploeg Labor raakte zo ontmoedigd door het ongeluk van Berthet en zijn ploegmaats dat hij na de 3e etappe de hele ploeg uit competitie nam.
In 1933 ontwikkelde Berthet samen met ingenieur Marcel Riffard een gestroomlijnde ligfiets van aluminium, vurenhout en doek, de Velodyne, waarmee hij toch weer een nieuw "werelduurrecord" vestigde: 48 km 600 m op 9 september 1933 in het Parc des Princes. Twee maanden later scherpte hij deze afstand aan tot 49 km 992 m. Deze records werden echter niet erkend door de UCI, aangezien deze het gebruik van ligfietsen niet toestond.
Berthet bracht ook een eigen pedaal uit, de Berthet-Lyotard, in samenwerking met fabrikant Pierre Lyotard en fungeerde in zijn nadagen als jurylid tijdens zesdaagsen op de Vel d'Hiv.

## Belangrijkste overwinningen
1907
- Werelduurrecord

1913
- Werelduurrecord
- Werelduurrecord (2)

1921
- Zesdaagse van Brussel; + Charles Deruyter

## Resultaten in voornaamste wedstrijden
| Jaar | Ronde van Italië | Ronde van Frankrijk | Ronde van Spanje |
| ---- | ---------------- | ------------------- | ---------------- |
| 1908 |                  | opgave              |                  |

- Bibliothèque nationale de France: cb114823437 (data)
- International Standard Name Identifier: 0000 0004 5092 3970
- Virtual International Authority File: 316736388